# Hendrik Jan van Heekplein
Het Hendrik Jan van Heekplein (doorgaans Van Heekplein genoemd) is een plein in de binnenstad van Enschede. Het plein is als onderdeel van de naoorlogse stadsvernieuwing ontstaan. Het centrum van Enschede werd tijdens de Tweede Wereldoorlog zwaar beschadigd. Bij de wederopbouw kwam een verkeersader door het centrum opnieuw ter sprake. Dit Boulevardplan werd tussen 1950 en 1960 gerealiseerd, waarbij het Van Heekplein als markt- en winkelplein op de nieuwe Boulevard 1940-1945 werd aangesloten. Het plein is genoemd naar Hendrik Jan van Heek, een van de oprichters van de textielfabriek Van Heek en grondlegger van de Enschedese textielindustrie.
Op en rond het plein bevindt zich het winkelhart van Enschede. Direct aan het plein zijn de winkelcentra De Klanderij en Twentec en winkels van onder andere Primark gevestigd. Voorheen waren er ook een vestiging van V&D,  de Bijenkorf en Hudson's Bay aan het plein gelegen.
Iedere dinsdag en zaterdag vindt op het Van Heekplein een van de grootste markten van Nederland plaats.
Direct onder het plein bevindt zich een van de grootste parkeergarages van Nederland, die plaats biedt aan 1650 auto's.
Op Witte Donderdag 2015 werd op het Van Heekplein plein de vijfde editie van The Passion gehouden. Zie ook: The Passion 2015.
Het Van Heekpein geniet in Nederland vooral bekendheid dankzij het filmpje van Dumpert over Koningsnacht 2017, waarin twee broers ('Wij zijn tweelings') te zien zijn. 
Op de Boulevard 1945 grenzend aan het plein hebben de meeste stadsbussen een halte. 